# Justicia arborescens
Justicia arborescens är en akantusväxtart som beskrevs av L.H. Durkee och L.A. Mcdade. Justicia arborescens ingår i släktet Justicia och familjen akantusväxter. Inga underarter finns listade i Catalogue of Life.